# Tiout (Algeria)
Tiout è un comune dell'Algeria, situato nella provincia di Naâma.